# Cylloceria orientalis
Cylloceria orientalis là một loài tò vò trong họ Ichneumonidae.